# Gruta do Camelo
A Gruta do Camelo é uma gruta portuguesa localizada na freguesia do Porto Judeu, concelho de Angra do Heroísmo, ilha Terceira, arquipélago dos Açores.
Esta cavidade apresenta uma geomorfologia de origem vulcânica em forma de tubo de lava localizado em Campo de lava.
Este acidente geológico apresenta um comprimento de 255,87 m. por uma largura máxima de 11.3 m. e por uma altura também máxima de 3.8 m.